# Куліков Данило Михайлович
Данило Михайлович Куліков (рос. Даниил Михайлович Куликов, нар. 24 червня 1998, Москва) — російський футболіст, півзахисник клубу «Локомотив» (Москва).
Виступав, зокрема, за клуб «Локомотив» (Казанка)».

## Ігрова кар'єра
Народився в Москві. Проживав в підмосковному Реутові біля стадіону «Старт». Футболом починав займатися у футбольній школі клубу «Приаліт». Потім перейшов в академію московського «Локомотива».
У березні 2016 дебютував в молодіжній першості Росії. У матчі 19-го туру в Грозному проти «Терека» (0:1) вийшов на заміну на 72-й хвилині замість Олександра Довбні. За підсумками сезону 2015/16 «залізничники» стали переможцями молодіжної першості.
19 липня 2017 дебютував у першості ПФЛ у складі «Казанки». У першому турі сезону 2017/18 вийшов в стартовому складі на гру проти клубу «Знамя Труда» (7:0) .
В кінці жовтня 2018 вперше вийшов у складі «Локомотива» — у грі 1/8 фіналу кубка Росії проти «Єнісея» (4:1). З'явився на поле замінивши на 64-й хвилині Антона Міранчука.
13 квітня 2019 забив свій перший гол на професійному рівні. На 72-й хвилині гри проти «Мурома» з пенальті довершив розгром суперника (5:0).
18 жовтня 2019 роки зіграв перший матч у Прем'єр-лізі. У гостьовій зустрічі з «Ахматом» на 32-й хвилині замінив травмованого Луку Джорджевича.

## Міжнародна кар'єра
В кінці серпня 2018 року був викликаний в збірну Росії до 20 років на вересневі товариські ігри проти збірної Хорватії, однак в обох зустрічах залишився на лаві запасних.

## Особисте життя
Захоплюється риболовлею, з музики віддає перевагу репу.

## Статистика виступів

### Статистика клубних виступів
| Сезон             | Команда                | Чемпіонат         | Чемпіонат | Чемпіонат | Національний кубок | Національний кубок | Національний кубок | Континентальні кубки | Континентальні кубки | Континентальні кубки | Інші змагання | Інші змагання | Інші змагання | Усього | Усього | Усього |
| Сезон             | Команда                | Ліга              | Ігор      | Голів     | Ліга               | Ігор               | Голів              | Ліга                 | Ігор                 | Голів                | Ліга          | Ігор          | Голів         | Ігор   | Голів  |        |
| ----------------- | ---------------------- | ----------------- | --------- | --------- | ------------------ | ------------------ | ------------------ | -------------------- | -------------------- | -------------------- | ------------- | ------------- | ------------- | ------ | ------ | ------ |
| 2017–18           | «Локомотив» (Казанка)» | 2Д                | 23        | 0         |                    | -                  | -                  |                      | -                    | -                    |               | -             | -             | 23     | 0      |        |
| 2018–19           | «Локомотив» (Казанка)» | 2Д                | 16        | 1         |                    | -                  | -                  |                      | -                    | -                    |               | -             | -             | 16     | 1      |        |
| 2019–20           | «Локомотив» (Казанка)» | 2Д                | 3         | 0         |                    | -                  | -                  |                      | -                    | -                    |               | -             | -             | 3      | 0      |        |
| 2018–19           | «Локомотив» (Москва)   | ПЛ                | 0         | 0         | КІ                 | 1                  | 0                  | ЛЧ                   | 0                    | 0                    | СКР           | 0             | 0             | 1      | 0      |        |
| 2019–20           | «Локомотив» (Москва)   | ПЛ                | 3         | 0         | КІ                 | 1                  | 0                  | ЛЧ                   | 1                    | 0                    | СКР           | 0             | 0             | 5      | 0      |        |
| Усього за кар'єру | Усього за кар'єру      | Усього за кар'єру | 45        | 1         |                    | 2                  | 0                  |                      | 1                    | 0                    |               | -             | -             | 48     | 1      |        |

## Досягнення
Локомотив
- Срібний призер чемпіонату Росії: 2018/19
- Володар Кубка Росії: 2018/19, 2020/21
- Володар Суперкубка Росії: 2019
- Переможець молодіжної першості Росії: 2015/16

Динамо (Мінськ)
- Чемпіон Білорусі: 2024